# Aaron Balderi
Aarón Balderi (Veracruz, México; 1 de marzo de 1983) es un actor, productor y escritor, nominado a Mejor Actor Extranjero en el Madrid International Film Festival 2015. Entre sus trabajos más conocidos están Paramédicos (serie de televisión), El Señor de los cielos, Hasta que te conocí (serie de televisión), Guerra de ídolos, Familia Nacional, y Perseguidos.

## Filmografía

### Cine
- Crónicas de Terror (2008)
- Baila (cortometraje) (2009)
- Borrar de la memoria (2010)
- Bestia (cortometraje) (2010)
- Adrenalina (2014)
- Cuatro Lunas (2014)
- Mi Mariachi (2015)
- Casi Una Gran Estafa (2015
- Emma (cortometraje) (2015)
- La Piel Ajena (2016)
- Como Novio De Pueblo (2019)
- Infinite (película) (2021)
- Jacinto (cortometraje) (2023)
- Lección de manejo) (2023)
- Familia Nacional (2023)
- El Extraordinario Hombre Halcón (por estrenar)

### Televisión
- Lo que callamos las mujeres (2009)
- A cada quien su santo (2009)
- Estado de gracia (2010)
- Decisiones (serie de televisión) (2011)
- Secretos de vecindad (2012)
- Paramédicos (serie de televisión) T1 (2012)
- Historias de la virgen morena (2013)
- Arrepentidos (2014)
- Caminos de Guanajuato (2015)
- Paramédicos (serie de televisión) T2 (2015)
- El Torito (2016)
- La Hermandad (2016)
- Hasta que te conocí (2016)
- Perseguidos (2016)
- Guerra de ídolos (2017)
- Paramédicos T3 (2018)
- El secreto de Selena (2018)
- El Dragón: el regreso de un guerrero (2020)
- Maradona sueño bendito (2021)
- Búnker (2021)
- Fuego ardiente (2021)
- La herencia (2022)
- El Señor de los Cielos (2024)
- Un día para vivir (2024)

### Teatro
- Ultimátum (2011)
- El Guán está en la cárcel (2016)
- El cielo de los presos (2017)
- Sí mi amor, lo que tú digas" (2019)
- Ugo, Pako Y Joseluiz (2023)

## Premios
- Festival Internacional de Cine de Madrid
  - 2015 Mejor actor extranjero  - Nominado

- Datos: Q20968379